# Kansalaistori
La place du citoyen (finnois : Kansalaistori) est une place publique du quartier de Kluuvi, dans le centre-ville d'Helsinki en Finlande.

## Événements
La place est devenue un lieu populaire pour les événements publics et les manifestations.
On y a organisé entre autres le Leffapiknik dans le cadre du festival d'Helsinki,
le départ du 10 km féminin (fi), l'ouverture le 31 décembre 2016 de la fête du 100e anniversaire de l'indépendance de la Finlande et le Concert du Nouvel An 2024.

## Lieux et monuments

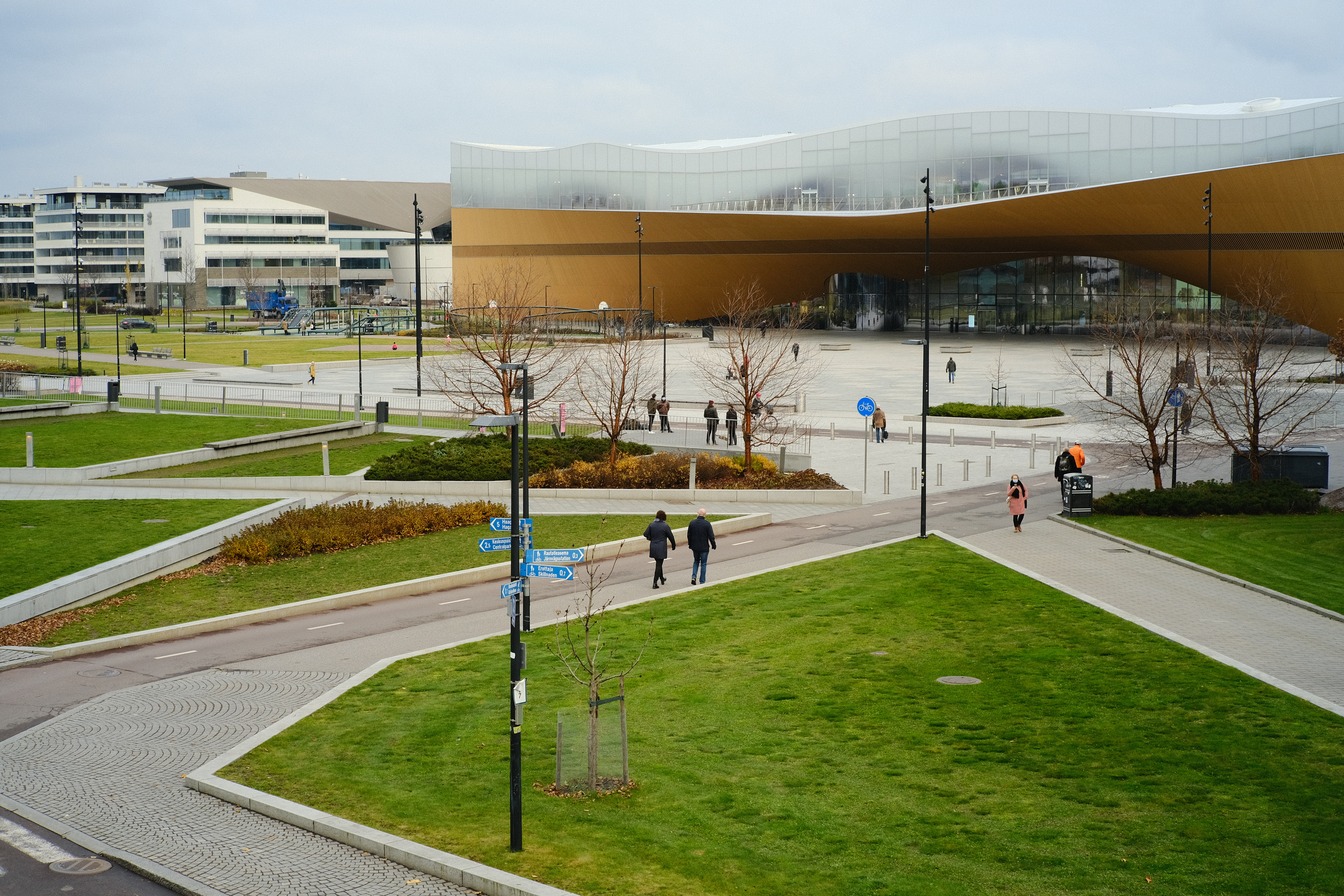
La place Kansalatori et la bibliothèque centrale d'Helsinki Oodi.

La place Kansalaistori est délimitée au sud par les parcelles du Musée d'art contemporain Kiasma et de la Sanomatalo.
Entre elles se trouve la petite place Tekla Hultini reliée à la Kansalaistori.
Au nord et en partie à l'ouest, la place est bordée par le parc de la Maison de la musique.
Les espaces souterrains de la Maison de la musique s'étendent devant sa porte principale, sous les passerelles piétonnes en forme de rampe menant à la place Kansalaistori.
Entre la Musiikkitalo et  Kiasma, Kansalaistori a un accès piétonnier à la rue Mannerheimintie, de l'autre côté de laquelle se trouve le Palais du Parlement de Finlande.
À cet endroit, la rue Mannerheimintie est située plusieurs mètres plus haut que la surface de la place Kansalaistori, mais à côté, plus bas, approximativement au niveau de la place, se trouve un chemin piétonnier, appelé Ala-Mannerheimintie.
À la limite orientale de la place Kansalaistori se trouve la bibliothèque centrale d'Helsinki Oodi, ouverte en décembre 2018.
Immédiatement au nord de la place Kansalaistori se trouve le petit parc Makasiinipuisto, qui comprend, entre autres, un terrain de basket et une aire de jeux.
Avec le parc de Töölönlahti, Makasiinipuisto forme une zone de parc jusqu'à la rive sud de la baie Töölönlahti, seule la rue Töölönlahdenkatu sépare les deux parcs .
Le voie de circulation douce Baana, construite à l'emplacement de ancienne voie ferrée du port d'Helsinki, commence à l'ouest de Kansalaistori.
La courte rue Eero Erko mène à Töölönlahdenkatu entre la Sanomatalo et la bibliothèque centrale d'Helsinki Oodi à l'est de Kansalaistori.
Depuis 2023, dans le prolongement de la rue Eero Erko, une voie de circulation douce relie la Baana et la place Kansalaistori au parc de Kaisaniemi par le Kaisantunneli sous la gare centrale d'Helsinki.

## Galerie

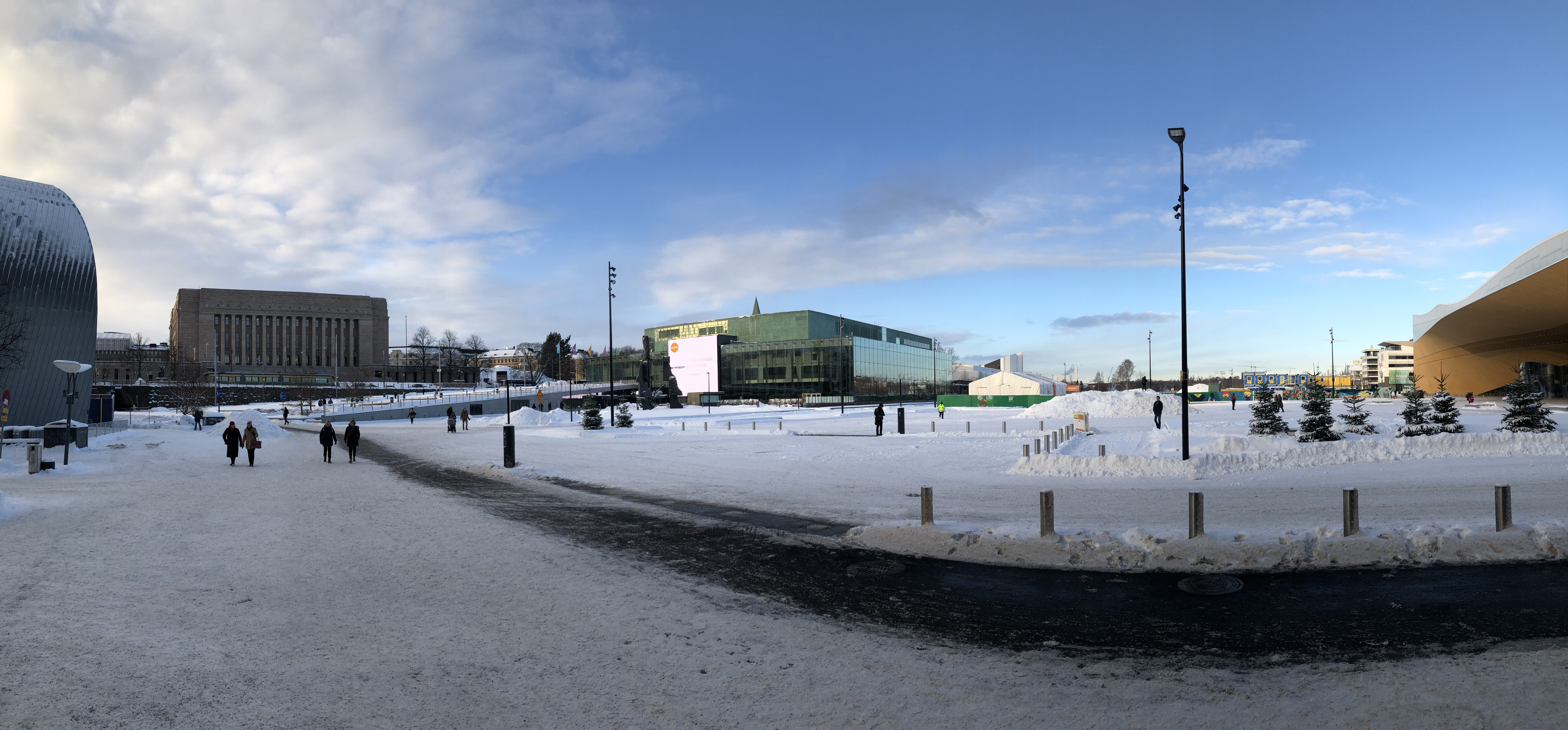
La place Kansalaistori en janvier 2019. De gauche à droite, Kiasma, Eduskuntatalo, Musiikkitalo et Bibliothèque centrale d'Helsinki Oodi.